# Acraea serena
Acraea serena är en fjärilsart som beskrevs av Herbst 1790. Acraea serena ingår i släktet Acraea och familjen praktfjärilar. Inga underarter finns listade i Catalogue of Life.